# 沙湾实验小学
沙湾实验小学是一所位于广州市番禺区沙湾镇沙坑村的小学，原名沙坑小学。该校建于1975年，于1997年选址重建，2005年由村属学校改为镇属学校，更名“沙湾实验小学”学校占地面积为17093平方米，建筑面积6097平方米。

## 人力资源
正、副校长各一人，学生783人，教导主任和副主任各一人，教师37人。

## 课室
学校教学楼现有16间课室，综合楼现有综合电子教学室、多媒体网络计算机室、科学探究室、图书室、科学实验室、舞蹈室。每间课室和功能室都配置一套VCM电子教学平台设备（共36套）。学校硬件设备基本完善}}，达到广州市规范化学校的标准。

## 学校特色
该校以武术为特色，对师生开展醒狮、舞龙、舞凤等民间艺术活动，创立“以武德治校，以武德兴校”的办学思路。